# Suemus
Suemus là một chi nhện trong họ Philodromidae.